# Manganoneptunit
Manganoneptunit ist ein sehr seltenes Mineral aus der Mineralklasse der „Silikate und Germanate“. Es kristallisiert im monoklinen Kristallsystem mit der Zusammensetzung KNa2LiMn2+2Ti2Si8O24, ist also ein komplex zusammengesetztes Alkali-Mangan-Titan-Silikat.
Manganoneptunit tritt in Form von prismatischen, nach [001] gestreckten Kristallen bis zu 7 cm Größe sowie in rosettenförmigen Aggregaten und erdigen Krusten auf. Er wird von Aegirin, Natrolith, Analcim, Lamprophyllit, Murmanit, Lomonosovit, Eudialyt, Pektolith, Villiaumit, Sodalith, Cancrinit, Vuoriyarvit-K, Lorenzenit, Epididymit, Loparit-(Ce), Vinogradovit, Strontianit, Ankylit-(Ce), Pyrochlor und Fluorit begleitet.
Die Typlokalität des Manganoneptunits ist der ca. 20 km ostsüdöstlich vom Eisenbahnhaltepunkt Imandra entfernte Berg Maly Mannepachk im Nordwesten der Chibinen, Oblast Murmansk auf der Halbinsel Kola in Russland.

## Etymologie und Geschichte

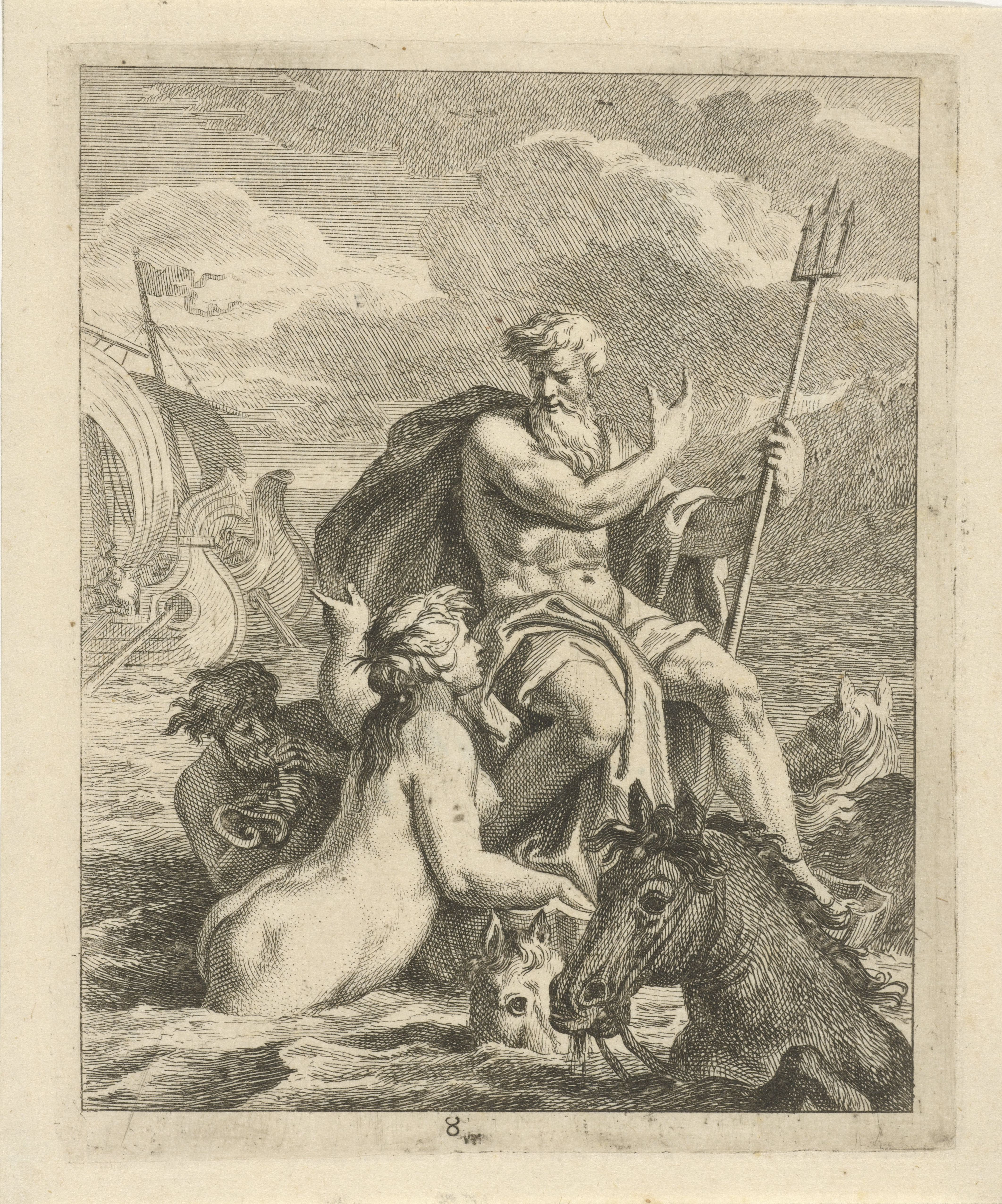
Manganoneptunit wurde – wie auch Neptunit – nach dem römischen Meeresgott Neptun benannt

Die Expeditionen von Akademiemitglied Alexander Jewgenjewitsch Fersman in die Chibinen zu Beginn der 1920er Jahre führten nicht nur zur Entdeckung der gigantischen Apatit-Lagerstätten in den Chibinen (siehe Bergbaurevier Chibinen). Bereits in den ersten Jahren wurden von hier neue Minerale erstbeschrieben. Bereits im Jahre 1923 wies S. M. Kurbatow auf Stufen aus Albit-Natrolith-Gängen, die Aleksander Nikolaewitsch Labunzow im Schutt des westlichen Abhanges des Berges Maly Mannepachk in den Chibinen gesammelt hatte, einen manganhaltigen Neptunit (mit 10,22 Gew.-% MnO bei nur 5,18 Gew.-% FeO) nach, den er Mangan-Neptunit (russisch марганцевый нептунит) nannte. Da im Neptunit sensu stricto Eisen über Mangan dominiert, in der manganhaltigen Variante aus den Chibinen die Verhältnisse aber genau umgekehrt waren, lag somit ein neues Mineral vor.

«Таким образом анализ исседедованного минерала приводит к установлению нового изоморфного члена нептунитовой группы – марганцевого нептунита (manganneptounite)[sic!]. Калифорнийский нептунит (карлозит) являетса почти чисто железистым, тorдa как образцы из Гренландии занимают промежуточное положение. Увеличение железа насчет марганца приводит к изменению темнокрасного цвета и переходу минерала в черный тон.»

„Takim obrazom analiz issededovannogo minerala privodit k ustanovleniyu novogo izomorfnogo chlena neptunitovoy gruppy – margantsevogo neptunita (manganneptounite)[sic!]. Kaliforniyskiy neptunit (karlozit) yavlyayetsa pochti chisto zhelezistym, torda kak obraztsy iz Grenlandii zanimayut promezhutochnoye polozheniye. Uvelicheniye zheleza naschet margantsa privodit k izmeneniyu temnokrasnogo tsveta i perekhodu minerala v chernyy ton.“

„Somit führt die Analyse des untersuchten Minerals zur Etablierung eines neuen isomorphen Mitglieds der Neptunit-Gruppe – Mangan-Neptunit (Manganneptounit) (sic!). Kalifornischer Neptunit (Karlosit) ist fast rein eisenhaltig, während die Proben aus Grönland eine Zwischenstellung einnehmen. Ein Anstieg des Eisens im Verhältnis zu Mangan führt zu einer Veränderung der dunkelroten Farbe und der Farbton des Minerals geht in Schwarz über.“

Die erste ausführliche mineralogische und kristallographische Beschreibung des Manganoneptunits stammt von Elsa Maximilianowna Bonschtedt-Kupletskaja (russisch Эльза Максимилиановна Бонштедт-Куплетская).
Die wichtigsten Inhalte des Artikels von Kurbatow wurden in dem Sammelwerk „Das Massiv der Chibinen : Ein Überblick über die wissenschaftlichen Ergebnisse von Expeditionen in die Khibiny- und Lovozero-Tundren in den Jahren 1920–21 und –22“ zusammengefasst – und hier wurde das Mineral erstmals Mangano-Neptunit (russisch мангано-нептунит) genannt. Dasselbe Sammelwerk fasst die bis 1923 bekannten neuen Minerale aus den Chibinen zusammen – auch hier taucht das neue Mineral auf, ebenfalls unter der Bezeichnung Mangan-Neptunit, allerdings in der Originalsprache (russisch Манган-нептунит) etwas abweichend geschrieben. Fersman blieb in seinem Artikel „Minerals of the Kola Peninsula“, in welchem dem westlichen Publikum erstmals die neuen Minerale der Chibinen vorgestellt wurden, bei dieser Bezeichnung.
Gemäß den aktuellen Richtlinien zur Mineralnomenklatur sollten Mineralnamen nur aus einem Wort bestehen. Aus diesem Grund ist das Mineral 2007 im Rahmen einer „Special Procedure“ (2007 s.p.) umbenannt worden. Aus dem jahrzehntelang benutzten, durch Bindestrich verbundenem Doppelwort „Mangan-Neptunit“ wurde durch einfügen eines „Fugen-O“ der derzeit gültige Mineralname Manganoneptunit. Unabhängig von der Schreibweise (manganhaltiger Neptunit, Manganneptunit, Mangan-Neptunit oder Manganoneptunit) unterstreichen alle Namensvarianten die strukturelle Verwandtschaft des Mineral mit Neptunit (bzw. der Zugehörigkeit zur Neptunitgruppe) und die Dominanz von Mangan über Eisen (und Magnesium). Neptunit wurde wiederum nach dem römischen Meeresgott Neptun benannt, aufgrund der oft engen Vergesellschaftung von Neptunit an seiner Typlokalität mit Aegirin, der seinen Namen nach Ägir, in der nordischen Mythologie der „Riese der See“, erhielt.
Für Manganoneptunit existiert kein Typmaterial.
Aufgrund der Entdeckung und Erstbeschreibung vor 1959 (tatsächlich vor fast 100 Jahren) zählt der Manganoneptunit zu den Mineralen, die von der International Mineralogical Association (IMA) als Grandfathered bezeichnet werden und keine eigentliche IMA-Nummer besitzen. Aufgrund der oben erwähnten „Special Procedure“ wird für das Mineral in der aktuellen „IMA List of Minerals“ anstelle einer IMA-Nummer die Sammelbezeichnung „2007 s.p.“ geführt.

## Klassifikation
In der veralteten 8. Auflage der Mineralsystematik nach Strunz war der Manganoneptunit noch nicht aufgeführt.
In der zuletzt 2018 überarbeiteten Lapis-Systematik nach Stefan Weiß, die formal auf der alten Systematik von Karl Hugo Strunz in der 8. Auflage basiert, erhielt das Mineral die System- und Mineralnummer VIII/F.37-020. Dies entspricht der Klasse der „Silikate“ und dort der Abteilung „Ketten- und Bandsilikate“, wo Manganoneptunit zusammen mit Magnesioneptunit, Neptunit und Watatsumiit eine unbenannte Gruppe mit der Systemnummer VIII/F.37 bildet.
Die von der International Mineralogical Association (IMA) zuletzt 2009 aktualisierte 9. Auflage der Strunz’schen Mineralsystematik ordnet den Manganoneptunit in die Klasse der „Silikate und Germanate“ und dort in die Abteilung „Schichtsilikate (Phyllosilikate)“ ein. Hier ist das Mineral in der Unterabteilung „Übergangsstrukturen zwischen Schichtsilikat und anderen Silikateinheiten“ zu finden, wo es zusammen mit Magnesioneptunit, Neptunit und Watatsumiit die „Neptunitgruppe“ mit der Systemnummer 9.EH.05 bildet.
In der vorwiegend im englischen Sprachraum gebräuchlichen Systematik der Minerale nach Dana hat Manganoneptunit die System- und Mineralnummer 70.04.01.02. Das entspricht der Klasse der „Silikate“ und dort der Abteilung „Kettensilikate: Säulen- oder Röhren-Strukturen“. Hier findet er sich innerhalb der Unterabteilung „Kettensilikate: Säulen- oder Röhren-Strukturen mit verbundenen Ketten in Käfigform“ in der „Neptunitgruppe“, in der auch Neptunit, Watatsumiit und Magnesioneptunit eingeordnet sind.

## Chemismus
Die erste nasschemische Analyse stammt aus der von S. M. Kurbatow vorgelegten ersten Veröffentlichung über das Mineral und lieferte 52,68 % SiO2; 18,21 % TiO2; 5,16 % FeO; 9,95 % MnO; 0,12 % MgO; 0,43 % CaO; 9,16 % Na2O und 4,94 % K2O (Summe 100,65 %). Li2O – und auch mögliche Gehalte an Nb2O5 – wurden offensichtlich übersehen.
Eine Elektronenstrahlmikroanalyse an Manganoneptunit aus dem in Foyaiten sitzenden Albit-Aegirin-Gang No. 66 am Berg Mannepachk (nicht identisch mit der Typlokalität) ergab 54,45 % SiO2; 17,17 % TiO2; 4,95 % FeO; 10,13 % MnO; 0,25 % MgO; 7,69 % Na2O und 5,17 % K2O (Summe 99,81 %, Nb2O5 wurde nicht nachgewiesen, Li2O nicht untersucht).
Die offizielle Formel der IMA für Manganoneptunit lautet KNa2LiMn2+2Ti2Si8O24. Sie erfordert 53,03 % SiO2; 17,63 % TiO2; 15,65 % MnO; 6,84 % Na2O; 5,20 % K2O und 1,65 % Li2O (Summe 100,00 %).
Manganoneptunit ist das einzige Mineral, welches die Elemente Li, Na, K, Si, Ti, O und Mn enthält. Chemisch ähnlich sind die anderen Vertreter der Neptunit-Gruppe.
Manganoneptunit ist das Mn2+-dominante Analogon zum Fe2+-dominierten Neptunit und zum Mg-dominierten Magnesioneptunit. Er ist ferner auch das Ti4+-dominante Analogon zum V4+-dominierten Watatsumiit, Na2KLi(Mn2+,Fe2+)2V4+2[Si8O24].

## Kristallstruktur
Manganoneptunit kristallisiert im monoklinen Kristallsystem in der Raumgruppe Cc (Raumgruppen-Nr. 9) mit den Gitterparametern a = 16,4821 Å; b = 12,5195 Å; c = 10,0292 Å und β = 115,474° sowie einer Formeleinheit pro Elementarzelle.
Grundlage der Struktur ist ein dreidimensionales Si-O-Gerüst, bestehend aus SiO4-Tetraedern mit gemeinsamen Ecken (Vertizes), die entlang der [110]- und [110]-Richtung verlaufen und entlang [001] miteinander verbunden sind. Im Manganoneptunit ist ein solches dreidimensionales Si-O-Gerüst mit einem ähnlichen Gerüst verknüpft, welches aus Ketten kantenverknüpfter TiO6-Oktaeder und (Fe,Mn,Mg)O6-Oktaeder besteht, die ebenfalls entlang [110]- und [110] verlaufen und in Richtung [001] miteinander verbunden sind. Bemerkenswert ist die Ordnung der Kationen-Positionen Ti und (Fe, Mn, Mg) sowohl im Neptunit als auch im Manganoneptunit. In der Struktur sind zwei oktaedrische Ti-Positionen und zwei oktaedrische (Fe, Mn, Mg)-Positionen zu erkennen, die sich innerhalb der Kette abwechseln. Die Ti-Oktaeder sind stark verzerrt: Die Länge einer Ti-O-Bindung beträgt etwa 1,7 Å, die der zweiten etwa 2,2 Å, die der vier anderen 2,0 Å. Im Gegensatz dazu sind Fe-Oktaeder regelmäßig ausgebildet und besitzen ungefähr gleichlange Fe-O-Bindungen. Dies erleichtert die Unterscheidung von Ti- und (Fe,Mn,Mg)-Zentren und zeigt ihre Anordnung in der Struktur.
Derartig verzerrte Ti-Oktaeder kennt man auch aus anderen Ti-haltigen Mineralen wie z. B. Titanit, tetragonalem BaTiO3 und Brookit. Gelegentlich führt eine solche unregelmäßige Verteilung der Ti-O-Bindungslängen zu einer fünffachen Koordination von Titan, wie z. B. im Fresnoit.
Neben den oben beschriebenen Gerüst-Atomen sind in der Struktur noch die sich außerhalb des Gerüsts befindenden Kationen (Li1), (Na1, Na2) und (K1) vorhanden. Die Verfeinerung der Manganoneptunit-Struktur zeigt, dass die Anordnung der oktaedrischen Ti- und (Fe,Mn,Mg)-Plätze zum Fehlen des Symmetriezentrums im Mineral führt, woraus die Einordnung des Minerals in der Cc (Nr. 9) resultiert.

## Eigenschaften

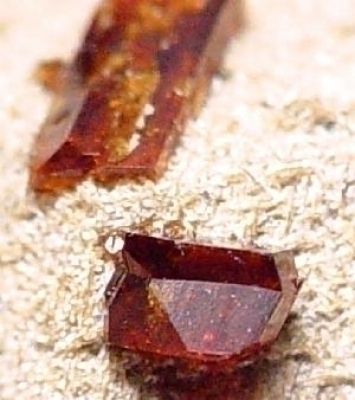
Durchscheinende kirschrote bis rotbraune Manganoneptunit-Kristalle auf Sodalith aus dem Poudrette Quarry am Mont Saint-Hilaire, Kanada. Größe der Stufe: 1,4 cm × 1,4 cm × 1,2 cm.

### Morphologie
Manganoneptunit bildet prismatische, bis zu 7 cm große, meist etwas in Richtung der c-Achse [001] gestreckte Kristalle, deren tragende Formen vom Doma parallel der c-Achse {110} und den Pedien {100} und {001} gebildet werden. Zur Tracht gehören ferner die Domen allgemeiner Lage {111} und {111} sowie das selten zu beobachtende Doma parallel der c-Achse {210}. Noch größere Manganoneptunit-Kristalle stammen aus dem in Foyaiten sitzenden Natrolith-Aegirin-Mikroklin-Albit-Gang Nr. 63 am Berg Kaskasnjutschorr. Das Mineral bildet dort bis 10 cm lange und 1,5 cm Durchmesser aufweisende, prismatische Kristalle von orange- und dunkelroter oder rötlich-schwarzer Färbung in Begleitung von Vuorijarvit-K, Lorenzenit, Epididymit und Loparit-(Ce) in feinkörnigem Albit oder in Massen von Analcim und Natrolith.
Die ersten kristallographischen Angaben zum Manganoneptunit und auch die ersten Kristallzeichnungen stammen von Elsa Maximilianowna Bonschtedt-Kupletskaja. Sie beschrieb ferner knieförmige Kontaktzwilinge und kreuzförmige Penetrationszwillinge jeweils nach {001}. Nach ihren Untersuchungen ähneln die Manganoneptunit-Kristalle aus der Mannepachk-Schlucht den Neptunit-Kristallen aus der California State Gem Mine (Dallas Gem Mine) am Santa Rita Peak im New Idria Mining District, San Benito County, Kalifornien, Vereinigte Staaten. Bonschtedt beobachtete die folgenden Formen: {100}, {110}, {010}, {001}, {111}, {111}, {221}, {221}, {311}, {301}, {112} und zwei bis dahin nicht angegebene Formen für Neptunit, {102} und {215}. Das Pinakoid {001} ist nur undeutlich ausgebildet. Am nördlichen Tawaiok-Pass (russisch Перевал Тавайок Северный) in den Lowosero-Tundren auf der russischen Halbinsel Kola finden sich Kristalle mit einfacherer Tracht und einer Kombination aus {100}, {110}, {001} und sehr schmalen {111} und {111}. Beidseitig begrenzte Kristalle sind relativ selten, obwohl bereits Elsa Maximilianowna Bonschtedt-Kupletskaja berichtete, dass eine größere Menge beidseitig begrenzter Kristalle und Zwillinge von Manganoneptunit durch die Auflösung des sie umgebenden Natroliths gewonnen wurde.
Manganoneptunit findet sich ferner in rosettenförmigen Aggregaten sowie in Form von erdigen Krusten.

### Physikalische und chemische Eigenschaften
In der Erstbeschreibung wird die Farbe der Kristalle des Manganoneptunits mit dunkelrot, in neueren Zusammenstellungen mit orange, rötlich-orange, dunkel kirschrot, rötlichschwarz und schwarz angegeben. Ihre Strichfarbe ist orangerot oder ziegelrot bis rötlichbraun. Die Oberflächen des durchscheinenden, anderen Angaben zufolge durchsichtigen bis opaken Manganoneptunits zeigen auch auf Spaltflächen einen glasartigen bis harzartigen Glanz. Manganoneptunit besitzt eine diesem Glanz entsprechend mittelhohe Lichtbrechung (nα = 1,691–1,697; nβ = 1,693–1,700; nγ = 1,713–1,728) und eine gleichfalls mittelhohe Doppelbrechung (δ = 0,028). 
Unter dem Polarisationsmikroskop ist der zweiachsig positive Manganoneptunit im durchfallenden Licht hellgelb, orange oder rotorange und zeigt einen deutlichen Pleochroismus von X = leuchtend orange über Y = orange oder orange-gelb nach Z = gelb bis zitronengelb bzw. nach anderen Angaben von X = hellgelb über Y = orange oder gelb-orange nach Z = rotorange. Die von Bonschtedt untersuchten Manganoneptunite weisen eine deutliche Farbzonierung auf, wobei das Mineral entlang der Peripherie dunkler ist als in seinem Zentrum. Manganoneptunit vom Tawaiok-Pass erwies sich in dieser Hinsicht als besonders charakteristisch: Alle Körner, die in ihrem Zentrum die Farben des für das Mineral „normalen“ Pleochroismus zeigen, besitzen einen Rand von orange-brauner Färbung, der nur schwach pleochroitisch, mit X > Y ≥ Z, ist.
Manganoneptunit besitzt eine sehr gute Spaltbarkeit nach {110}, anderen Angaben zufolge sogar zwei verschiedene Spaltbarkeiten, die sich unter einem Winkel von ca. 80° schneiden. Er bricht aufgrund seiner Sprödigkeit aber ähnlich wie Amblygonit bzw. Quarz, wobei die Bruchflächen uneben (wie beim Amblygonit) oder muschelig (wie beim Quarz) ausgebildet sind.
Das Mineral weist eine Mohshärte von etwas über 5 bis 6 auf und gehört damit zu den mittelharten Mineralen, die sich ähnlich gut wie das Referenzmineral Orthoklas nur mit einer Stahlfeile ritzen lassen. Die gemessene Dichte für Manganoneptunit wurde in der Erstbeschreibung mit 3,203 g/cm³ angegeben und beträgt je nach Autor 3,17 bis 3,20 g/cm³. Die berechnete Dichte beträgt 3,26 g/cm³.
Ob Manganoneptunit ähnlich wie sein Fe2+-dominates Analogon Neptunit piezoelektrisch ist, bedarf offensichtlich noch weiterer Untersuchungen.

### Chemische Eigenschaften
Vor dem Lötrohr schmilzt Manganoneptunit ziemlich leicht zu einer Kugel. Außer in Flusssäure, HF, ist er in Säuren unlöslich.
Er gibt wahrscheinlich ähnlich wie Neptunit mit Phosphorsalz ein Kieselskelett und wird durch Schmelzen mit Alkalicarbonat leicht und vollständig zersetzt.

## Bildung und Fundorte
Manganoneptunit ist ein primäres, aber spät gebildetes Segregationsmineral, das in fast allen Gesteinsarten, einschließlich der meisten Pegmatite, in differenzierten Alkaligesteinsmassiven wie den Chibinen oder den Lowosero-Tundren vorkommt. In Saint-Amable in Kanada tritt er in miarolithischen Hohlräumen eines Nephelinsyenit-Lagergangs (Sills), aber auch in mineralisierten Gängen, Hydrothermaliten und „Natrolith-Schloten“ auf.
Als Begleitminerale des Manganoneptunits in den Chibinen und den Lowosero-Tundren, Halbinsel Kola, wurden Aegirin, Aenigmatit, Albit, Analcim, Ankylit-(Ce), Baryt, Cancrinit, Eudialyt, Epididymit, Ferro-Eckermannit, Fluorit, Fluorapatit, Natrolith, Nephelin, Lamprophyllit, Loparit-(Ce), Lorenzenit, Mikroklin, ein Mineral der Labuntsovit-Gruppe, Murmanit, Lomonosovit, Orthoklas-Perthit, Pektolith, Pyrochlor, Pyrophanit, Rosenbuschit, Sodalith, Strontianit, Villiaumit, Vinogradovit und Vuorijarvit-K identifiziert.
Fotos in der Datenbank Mindat.org zeigen als Parageneseminerale des Manganoneptunits nur Serandit, Aegirin, Mikroklin, Minerale der Eudialyt-Gruppe, Ussingit, Albit, Natrolith, Analcim, Shkatulkalith und Katapleiit.
Als sehr seltene Mineralbildung konnte der Manganoneptunit bisher (Stand 2021) erst von ca. 30 Fundpunkten beschrieben werden.
Die Typlokalität des Manganoneptunits ist ein „Fersman-Gang“ genannter gangförmiger Pegmatit am ca. 20 km ostsüdöstlich vom Eisenbahnhaltepunkt Imandra entfernten Berg Maly Mannepachk (russisch Малый Манепахк) im Nordwesten der Chibinen, Oblast Murmansk auf der Halbinsel Kola in Russland.
Weitere Manganoneptunit liefernde Lokalitäten in Russland sind:
- die Chibinen in der Oblast Murmansk auf der Halbinsel Kola
  - Pegmatite in der Umgebung des Astrophyllit-Bachs am Südhang des Berges Eweslogtschorr (russisch Евеслогчорр)
  - der IGC Stop 6-3, einem Natrolith-Albit-Aegirin-Mikroklin-Gang in gneisartigen Foyaiten am Berg Eweslogtschorr
  - der Tagebau Koaschwa (russisch карьер Коашва, auch Tagebau Wostotschny (russisch Восточный рудник)), am gleichnamigen Berg
  - der Berg Pik Martschenko (russisch Пик Марченко) in der Nachbarschaft des Berges Kukisvumtschorr (russisch Кукисвумчорр)
  - ein Albit-Aegirin-Mikroklin-Gang in Rischorriten am Berg Poatschwumtschorr (russisch Поачвумчорр)
  - der Berg Ristschorr (russisch Рисчорр)
  - der in den 1980er Jahren von Juri Pawlowitsch Menschikow (russisch Юрий Павлович Меньшиков) während geochemischer Untersuchungsarbeiten entdeckte Natrolith-Aegirin-Mikroklin-Albit-Gang Nr. 63 am Berg Kaskasnjutschorr (russisch Каскаснюнчорр), bekannt als Manganoneptunit-Gang (russisch Манганнептунитовая жила) und als Fundstelle der weltgrößten Manganoneptunit-Kristalle[5][30]
  - die beiden lediglich Blöcke aus radialstrahligen, bis 50 cm Durchmesser aufweisenden Aegirin-Kugeln liefernden Lokalitäten auf dem Berg Mannepachk und in der sich von Südhang des Mannepachk herabziehenden Manganoneptunit-Talsenke (russisch Нептунитовая лощина, auch bekannt als Albit-Aegirin-Gang No. 66), die erst am Flüsschen Jiditschjok (Golzowka, russisch Гольцовка) endet[5][30]
- die Lowozero-Tundren im Rajon Lowozero in der Oblast Murmansk auf der Halbinsel Kola
  - die hyperagpaitischen, Ussingit-reichen Pegmatite Schkatulka (russisch пегматит Шкатулка) und Sirenewaja (russisch пегматит Сиреневая) in der Grube Umbozero sowie der Tagebau Umbozero Nord im Berg Alluaiw
  - der 1938 entdeckte Pegmatit No. 61, ein Natrolith-Stock, im nordöstlichen Bereich des Berges Karnassurt (russisch гора Карнасурт) in 800 m Entfernung vom zweiten östlichen Bach
  - der ultraalkalische, 26 m lange und etwa 1 m dicke Pegmatit Jubilejnaja (russisch пегматит Юбилейная) in der Grube Karnassurt (in den Bergen Karnassurt und Kedykwerpachk mit den beiden Grubenbereichen Karnassurt und Kedyk)
  - der im August 2002 entdeckte Pegmatit Palitra (russisch пегматит Палитра) in der Grube Karnassurt, Grubenbereich Kedyk
  - der Pegmatit No. 71 und Ussingit-Aegirin-Mikroklin-Pegmatitlinsen am Berg Maly Punkaruaiw (russisch Малый Пункаруайв)
  - der Pegmatit No. 19 am Berg Kuftnyun (russisch Куфтнюн)
  - der Pegmatit No. 47 am Berg Lepche-Nelm (russisch гора Лепхе-Нельм), See Seidosero
  - der Berg Sengistschorr (russisch гора Сенгисчорр)
  - das Tal des Baches Tawaiok (russisch Тавайок) bzw. der nördliche Tawaiok-Pass
- das ca. 100 km nordöstlich der Nordspitze des Baikalsees liegende Alkaligesteinsmassiv Burpala am Fluss Maigunda im Becken der Mama, Burjatien, Föderationskreis Ferner Osten

Manganoneptunit wurde auch in diesen Lokalitäten gefunden:
- der Poudrette Quarry im Mont-Saint-Hilaire-Komplex, Regionale Grafschaftsgemeinde La Vallée-du-Richelieu, Montérégie, Québec, Kanada
- der Sill (Gesteinsgang) Saint-Amable bei Varennes und Saint-Amable, Regionale Grafschaftsgemeinde Marguerite-D’Youville (früher Lajemmerais), Montérégie, Québec, Kanada
- der Steinbruch Lafarge Montreal East (Carrière Lafarge Montréal-Est), Montréal-Est, Montréal, Québec, Kanada
- der Alkaligesteinskomplex Ilímaussaq, Kommune Kujalleq, Grönland
- Alkaligesteinspegmatite am Mount Malosa, Zomba, Southern Region, Malawi
- der 18 × 6 km große alkalisch-peralkalische Komplex Jebel Bou-Agrao auf dem Nordabhang des zentralen Hohen Atlas bei Amersid unweit vom Aït Oufella Caïdat und 20 km südsüdöstlich von Midelt, Provinz Midelt, Drâa-Tafilalet, Marokko
- die Aris Quarries bei Aris, circa 25 km südlich der namibischen Hauptstadt Windhoek im Wahlkreis Windhoek-Land (englisch Windhoek Rural) in der Region Khomas (fraglich, alle von hier stammenden Manganoneptunite erwiesen sich bisher als Neptunit[31])
- kaliumreiche Alkaligesteine (Malignite und Mikronephelinyenite) durchsetzende Nephelinsyenit-Pegmatitgänge bei Gordon Butte in den Crazy Mountains, Meagher County, Montana, USA
- der Steinbruch Point of Rocks, Point of Rocks Mesa, Springer, Colfax County, New Mexico, USA

Fundorte für Manganoneptunit aus Deutschland, Österreich und der Schweiz sind damit unbekannt.

## Verwendung
Manganoneptunit ist aufgrund seiner Seltenheit und seiner gut ausgebildeten Kristalle ein lediglich für Sammler interessantes und begehrtes Mineral.